# Stazione meteorologica di Rocca di Mezzo
La stazione meteorologica di Rocca di Mezzo è la stazione meteorologica di riferimento relativa alla località di Rocca di Mezzo.

## Coordinate geografiche
La stazione meteorologica si trova nell'area climatica dell'Italia centrale, in cui è compreso l'intero territorio regionale dell'Abruzzo, in provincia dell'Aquila, nel comune di Rocca di Mezzo, a 1.329 metri s.l.m. e alle coordinate geografiche 42°12′N 13°31′E.

## Dati climatologici
In base alla media trentennale di riferimento 1961-1990, la temperatura media del mese più freddo, gennaio, si attesta a -1,4 °C; quella del mese più caldo, luglio, è di +16,4 °C .
| Rocca di Mezzo     | Mesi | Mesi | Mesi | Mesi | Mesi | Mesi | Mesi | Mesi | Mesi | Mesi | Mesi | Mesi | Stagioni | Stagioni | Stagioni | Stagioni | Anno |
| Rocca di Mezzo     | Gen  | Feb  | Mar  | Apr  | Mag  | Giu  | Lug  | Ago  | Set  | Ott  | Nov  | Dic  | Inv      | Pri      | Est      | Aut      | Anno |
| ------------------ | ---- | ---- | ---- | ---- | ---- | ---- | ---- | ---- | ---- | ---- | ---- | ---- | -------- | -------- | -------- | -------- | ---- |
| T. max. media (°C) | 3,4  | 4,7  | 7,9  | 11,4 | 16,0 | 20,1 | 23,1 | 23,1 | 19,2 | 13,8 | 8,6  | 5,2  | 4,4      | 11,8     | 22,1     | 13,9     | 13,0 |
| T. min. media (°C) | −6,2 | −5,4 | −2,4 | 1,1  | 4,5  | 7,9  | 9,7  | 9,5  | 7,4  | 3,7  | 0,7  | −3,1 | −4,9     | 1,1      | 9,0      | 3,9      | 2,3  |